# Cantone di Sigsig
Il cantone di Sigsig è un cantone dell'Ecuador che si trova nella provincia di Azuay.
Il capoluogo del cantone è Sigsig.